# Lefaucheux M1858
 (octobre 2023).
La mise en forme du texte ne suit pas les recommandations de Wikipédia : il faut le « wikifier ».
Les points d'amélioration suivants sont les cas les plus fréquents. Le détail des points à revoir est peut-être précisé sur la page de discussion.
- Les titres sont pré-formatés par le logiciel. Ils ne sont ni en capitales, ni en gras.
- Le texte ne doit pas être écrit en capitales (les noms de famille non plus), ni en gras, ni en italique, ni en « petit »…
- Le gras n'est utilisé que pour surligner le titre de l'article dans l'introduction, une seule fois.
- L'italique est rarement utilisé : mots en langue étrangère, titres d'œuvres, noms de bateaux, etc.
- Les citations ne sont pas en italique mais en corps de texte normal. Elles sont entourées par des guillemets français : « et ».
- Les listes à puces sont à éviter, des paragraphes rédigés étant largement préférés. Les tableaux sont à réserver à la présentation de données structurées (résultats, etc.).
- Les appels de note de bas de page (petits chiffres en exposant, introduits par l'outil «  Source ») sont à placer entre la fin de phrase et le point final[comme ça].
- Les liens internes (vers d'autres articles de Wikipédia) sont à choisir avec parcimonie. Créez des liens vers des articles approfondissant le sujet. Les termes génériques sans rapport avec le sujet sont à éviter, ainsi que les répétitions de liens vers un même terme.
- Les liens externes sont à placer uniquement dans une section « Liens externes », à la fin de l'article. Ces liens sont à choisir avec parcimonie suivant les règles définies. Si un lien sert de source à l'article, son insertion dans le texte est à faire par les notes de bas de page.
- La présentation des références doit suivre les conventions bibliographiques. Il est recommandé d'utiliser les modèles {{Ouvrage}}, {{Chapitre}}, {{Article}}, {{Lien web}} et/ou {{Bibliographie}}. Le mode d'édition visuel peut mettre en forme automatiquement les références.
- Insérer une infobox (cadre d'informations à droite) n'est pas obligatoire pour parachever la mise en page.

Pour une aide détaillée, merci de consulter Aide:Wikification.
Si vous pensez que ces points ont été résolus, vous pouvez retirer ce bandeau et améliorer la mise en forme d'un autre article.
Le Lefaucheux M1858 était un revolver militaire français développé pour la marine, chambré pour le 12 Cartouche à broche mm, et basée sur une conception de Casimir Lefaucheux et de son fils, Eugène (également concepteur d'armes). En adoptant cette arme sous la variante M1854 la France fut le premier pays au monde à introduire un revolver dans son armée. Le modèle 1858 fut cependant la première variante mise en service. Il fut adopté pour la première fois en 1858 par la Marine française sous le nom de Lefaucheux de Marine mle 1858 ou simplement M1858 , et bien qu'il n'ait jamais été adopté par l'armée (de terre) française, il a été utilisé en nombre limité par la cavalerie française lors de son déploiement en 1862 au Mexique.
Des M1858 ont également été achetés par l'Espagne, la Suède, l'Italie, la Russie et la Norvège. La plupart ont été produits soit à l'arsenal national Manufacture d'armes de Saint-Étienne (MAS), à Liège, en Belgique, soit par des producteurs locaux sous licence. Le revolver a également été vendu sur le marché civil.

## Conception

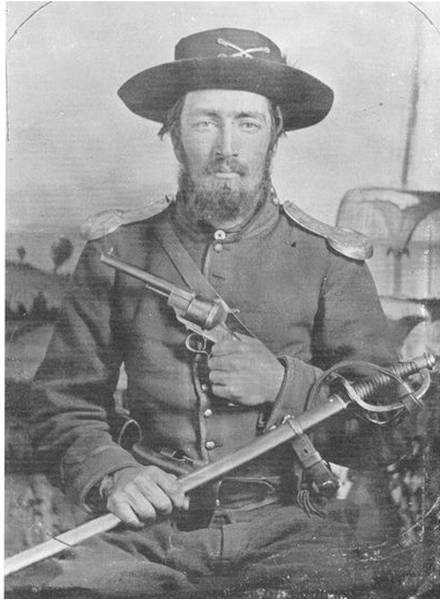
Un soldat de l'Union avec un sabre et un revolver Lefaucheux.

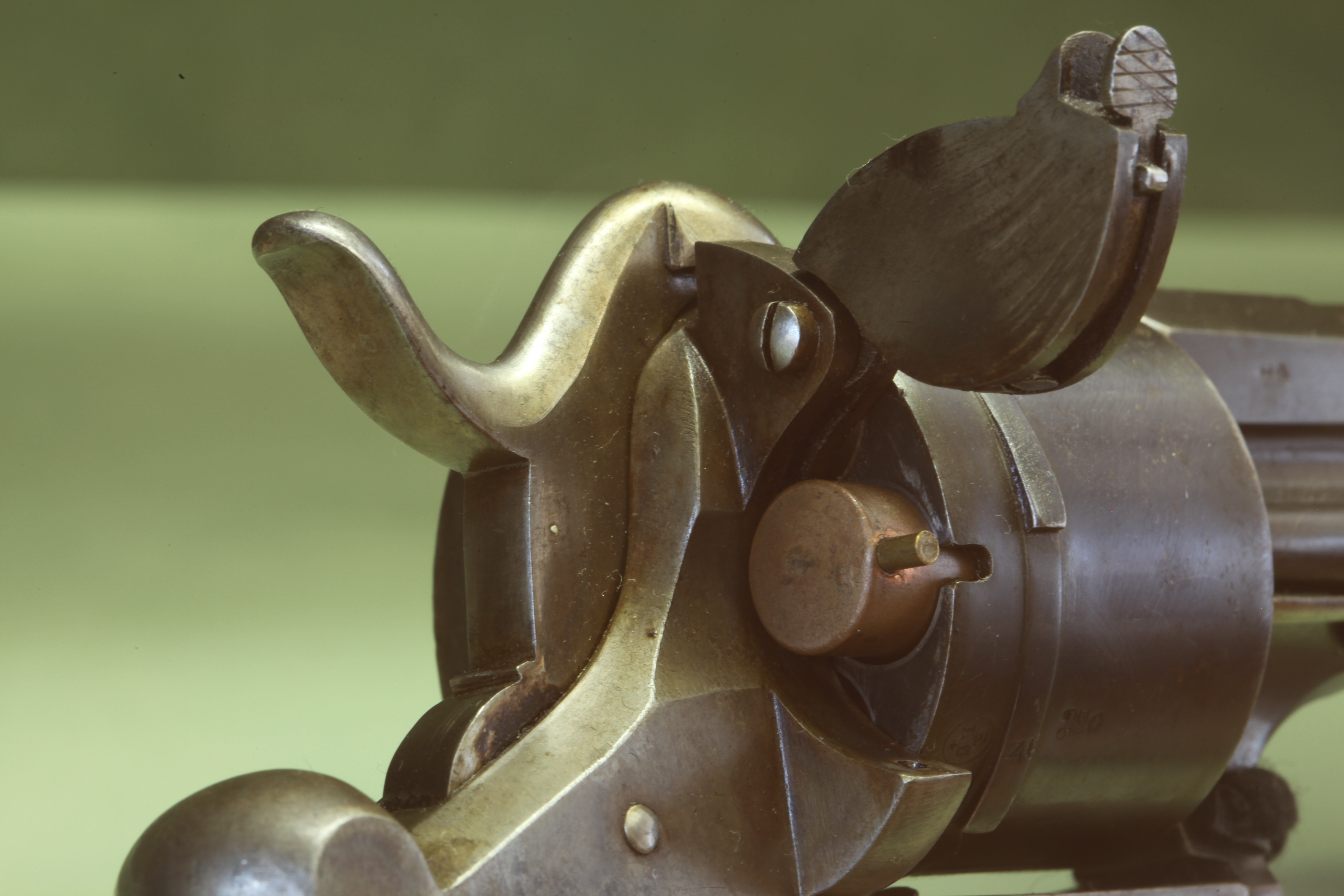
Vue sur le barillet ouvert, avec une cartouche à broche partiellement éjectée.

Le M1858 était un revolver à broche et à cadre ouvert de six coups, il était chargé via un système articulé sur le côté droit du barillet, à travers laquelle les cartouches vides étaient également éjectées via une tige d'éjection parcourant le long du canon.